# Orduspor
Orduspor ist ein Fußballverein aus der nordtürkischen Stadt Ordu. Der Verein spielte in den 1970er, 1980er und 2010er Jahren insgesamt elf Spielzeiten in der Süper Lig und befindet sich in der Ewigen Tabelle der Süper Lig auf dem 35. Platz. Seine erfolgreichste Erstligasaison hatte der Verein in der Saison 1978/79, in der der Klub den vierten Tabellenplatz erreichte. Der Verein hat viele namhafte türkische Spieler hervorgebracht, darunter Salih Aydoğan, Üstün Türközer, Arif Güney, Turgay Güney, Fikret Ayabakan, Kemal Yıldırım, Güven Türközer, Sinan Bayraktar, Fevzi Elmas, Bruno Ferreira Mombra Rosa, Şükrü Bekiroğlu und Hakan Keskin.

## Geschichte

### Gründung und erfolgreichste Epoche
Am 19. September 1967 wurde Orduspor durch die Fusion der in Ordu ansässigen Vereine Ordugücü, Ordu İdmanyurdu und Ocak Gençlik gegründet. Die Vereinsfarben Lila und Weiß wurden vom damaligen italienischen Meister AC Florenz übernommen.
Von 1975 bis 1981 sowie von 1983 bis 1986 spielte der Klub neun Saisons lang in der ersten Liga. Die beste Platzierung erreichte der Verein 1978/79 mit dem vierten Platz. Somit konnte Orduspor 1979 im UEFA-Cup antreten, schied aber gleich in der ersten Runde gegen den tschechoslowakischen Verein Baník Ostrava (Hinspiel 2:0, Rückspiel 0:6) aus.

### Systembedingter Abstieg in die TFF 3. Lig
Da mit der Saison 2001/02 der türkische Profi-Fußball grundlegenden Änderungen unterzogen werden sollte, wurden bereits in der Spielzeit 2000/01 Vorbereitungen für diese Umstellung unternommen. Bisher bestand der Profifußball in der Türkei aus drei Ligen: Der höchsten Spielklasse, der einspurigen Türkiye 1. Futbol Ligi, der zweitklassigen fünfspurig und in zwei Etappen gespielten Türkiye 2. Futbol Ligi und der drittklassigen und achtgleisig gespielten Türkiye 3. Futbol Ligi. Zur Saison 2001/02 wurde der Profifußball auf vier Profiligen erweitert. Während die Türkiye 1. Futbol Ligi unverändert blieb, wurde die Türkiye 2. Futbol Ligi in die nun zweithöchste Spielklasse, die Türkiye 2. Futbol Ligi A Kategorisi (zu dt.: 2. Fußballliga der Kategorie A der Türkei), und die dritthöchste Spielklasse, die Türkiye 2. Futbol Ligi B Kategorisi (zu dt.: 2. Fußballliga der Kategorie B der Türkei), aufgeteilt. Die nachgeordnete Türkiye 3. Futbol Ligi wurde fortan somit die vierthöchste Spielklasse, die TFF 3. Lig. Jene Mannschaften, die in der Drittligasaison 2000/01 lediglich einen mittleren Tabellenplatz belegten, wurden für die kommende Saison in die neugeschaffene vierthöchste türkische Spielklasse, in die 3. Lig, zugewiesen. Orduspor, welches die Liga auf dem 6. Tabellenplatz beendet hatte, musste so systembedingt in die 3. Lig absteigen.

### Neuzeit
Die in der Saison 2005/06 in der Zweiten Liga sechstplatzierten Orduspor verloren das Relegationsspiel gegen Altay İzmir mit 1:0 und verpassten so den Aufstieg in die Turkcell Süper Lig. Nach der Saison 2010/11 konnte Orduspor als Sieger des Play-off-Turniers nach über 20 Jahren wieder den Aufstieg in die oberste Spielklasse der Türkei feiern. Zwei Jahre später stieg die Mannschaft aber wieder in die Zweitklassigkeit ab.
Nach dem Abstieg aus der Süper Lig im Sommer 2013 geriet der Verein immer mehr in finanzielle Schwierigkeiten und erhielt daher vom nationalen Verband Abmahnungen. Die Situation spitze sich vor der Saison 2014/15 zu, sodass die Mannschaft für neu verpflichtete Spieler vom Verband keine Lizenz bekam. Nach diesen Entwicklungen trat Ende August 2014 der Vereinspräsident Nedim Türkmen von seinem Amt zurück und begründete seinen Rücktritt damit, dass der Verein von der Stadt allein gelassen werde und einige seinetwegen keine Hilfe leisteten. Anfang September überwies der Verein dem türkischen Fußballverband die geforderte Summe und hob dadurch die Transfersperre auf.
Im Sommer 2017 verfehlte Orduspor den Klassenerhalt der TFF 3. Lig und stieg damit das erste Mal in seiner Vereinshistorie in die Amateurliga ab.

## Ligazugehörigkeiten
- 1. Liga: 1975–1981, 1983–1986, 2011–2013
- 2. Liga: 1967–1975, 1981–1983, 1986–1996, 1997–2000, 2005–2011, 2013–2015
- 3. Liga: 1996–1997, 2000–2001, 2002–2005, 2015–2016
- 4. Liga: 2001–2002, 2016–2017
- Amateurligen: seit 2017

## Torschützenkönige
Der Brasilianer Bruno Ferreira Mombra Rosa, genannt Bruno Mezenga, wurde in der Saison 2008/09 mit 21 Toren Torschützenkönig.
Auf diversem Druck der Fans wurde der Brasilianer zur Rückrunde der Saison 2010/11 wieder verpflichtet. Er galt als absoluter „Lieblingsspieler“ der Fans. Zur Rückrunde trat er mit der Nummer 86 an.

## Rekordspieler
| Rang                | Name            | Einsätze | Zeitraum  |
| ------------------- | --------------- | -------- | --------- |
| 01.                 | Salih Aydoğan   | 257      | 1975–1986 |
| 02.                 | Güven Türközer  | 231      | 1975–1986 |
| 03.                 | Uğur Şerement   | 223      | 1975–1986 |
| 04.                 | Arif Güney      | 205      | 1975–1986 |
| 05.                 | Üstün Türközer  | 176      | 1975–1984 |
| 06.                 | Şükrü Bekiroğlu | 173      | 1975–1986 |
| 07.                 | Turgay Güney    | 140      | 1975–1985 |
| 08.                 | Mahmut Kılıç    | 112      | 1977–1986 |
| 09.                 | Selim Şener     | 111      | 1977–1986 |
| 10.                 | Cihan Umanç     | 106      | 1976–1980 |
| Stand: 9. März 2016 |                 |          |           |

| Rang                | Name             | Tor | Einsätze | Tor/Spiel |
| ------------------- | ---------------- | --- | -------- | --------- |
| 01.                 | Sinan Bayraktar  | 23  | 85       | 0,27      |
| 01.                 | Mahmut Kılıç     | 23  | 112      | 0,21      |
| 02.                 | Bogdan Stancu    | 20  | 61       | 0,33      |
| 02.                 | Arif Güney       | 20  | 205      | 0,1       |
| 03.                 | Kemal Yıldırım   | 19  | 58       | 0,33      |
| 04.                 | Turgut Özel      | 17  | 83       | 0,2       |
| 05.                 | Güven Türközer   | 15  | 231      | 0,06      |
| 06.                 | Cihan Umanç      | 14  | 106      | 0,13      |
| 07.                 | Üstün Türközer   | 10  | 176      | 0,06      |
| 08.                 | Şenol Çorlu      | 9   | 56       | 0,16      |
| 09.                 | Yücel Uyar       | 8   | 257      | 0,03      |
| 09.                 | Salih Aydoğan    | 8   | 94       | 0,09      |
| 10.                 | Orhan Kırıkçılar | 7   | 30       | 0,23      |
| 10.                 | Hasan Kabze      | 7   | 34       | 0,21      |
| Stand: 9. März 2016 |                  |     |          |           |

## Bekannte ehemalige Spieler
| - Jerry Akaminko - Uğur Akdemir - Murat Akın - Murat Akyüz - Mehmet Al - Eren Albayrak - Salih Aydoğan - David Barral - İrfan Başaran - Ragıp Başdağ - Sedat Bayrak - Sinan Bayraktar - Şükrü Bekiroğlu - Çağlar Birinci - Nizamettin Çalışkan - Şenol Çorlu - Emmanuel Culio - Abdurrahman Dereli - Agus García - Yiğit Gökoğlan | - Jean-Jacques Gosso - Arif Güney 1 - Turgay Güney - Alexandru Ioniță - Hasan Kabze - İbrahim Kaş - Mahmut Kılıç - Orhan Kırıkçılar - Emrullah Kokoç - Ahmet Kuru - Muarem Muarem - Tobias Nickenig - Bruno Mezenga - Rovérsio - Caner Osmanpaşa - Turgut Özel - Emre Özkan - Hakan Özmert - Francisco Javier Peral - Anatoli Ponomarev | - Turgay Poyraz - Selçuk Şahin - Erkan Sekman - Selim Şener - Uğur Şerement - Bakary Soro - Bogdan Stancu - Branimir Subašić - Anıl Taşdemir - Fatih Tekke - Onur Tuncer - Atila Turan - Güven Türközer - Üstün Türközer - Cihan Umanç - Yücel Uyar - Kemal Yıldırım |

## Trainer (Auswahl)
| - İsfendiyar Açıksöz 2 (August 1967 – Februar 1968) - Lefter Küçükandonyadis (Juli 1972 – Juni 1973) - Kadri Aytaç (September 1974 – Mai 1975) - Bülent Eken (Juli 1975 – November 1975) - Abdullah Matay (Juli 1975 – Mai 1976) - Gürsel Aksel (September 1976 – Juni 1977) - İsmet Arıkan (August 1977 – April 1978) - Osman Aydın 3 (April 1978 – Mai 1978) - Yücel Uyar (August 2002 – November 2002) - Yücel İldiz (Oktober 2004 – Mai 2005) - Suat Kaya (Juli 2007 – September 2007) - İsmail Kartal (Januar 2008 – Mai 2008) - Hakkı Bayrak 3 (September 2008 – Oktober 2008) - Yücel İldiz (Oktober 2008 – Mai 2009) - Osman Özdemir (Juni 2009 – Oktober 2009) - Ekrem Al (Oktober 2009 – Dezember 2009) - Ahmet Akcan (Januar 2010 – August 2010) | - Uğur Tütüneker (August 2010 – März 2011) - Metin Diyadin (März 2011 – Dezember 2011) - Héctor Cúper (Januar 2012 – April 2013) - Cevat Güler 3 (April 2013 – Mai 2013) - Erkan Sözeri (Juli 2013 – April 2014) - Hüsnü Özkara (April 2014 – Mai 2014) - Fikret Yılmaz (Juni 2014 – Oktober 2014) - Erkan Sözeri (Oktober 2014) - Sebahattin Akbayrak (Oktober 2014 – November 2014) - Levent Devrim (November 2014) - Ziya Doğan (November 2014 – Februar 2015) - Hüseyin Özcan (Februar 2015 – Mai 2015) - Sinan Bayraktar (Mai 2015 – November 2015) - ? (November 2015 – März 2016) - Metin Altınay (März 2016 – Oktober 2016) - Turgut Kural (Oktober 2016 – Januar 2017) - Yalçın Gürsoy (Januar 2017 – ) |

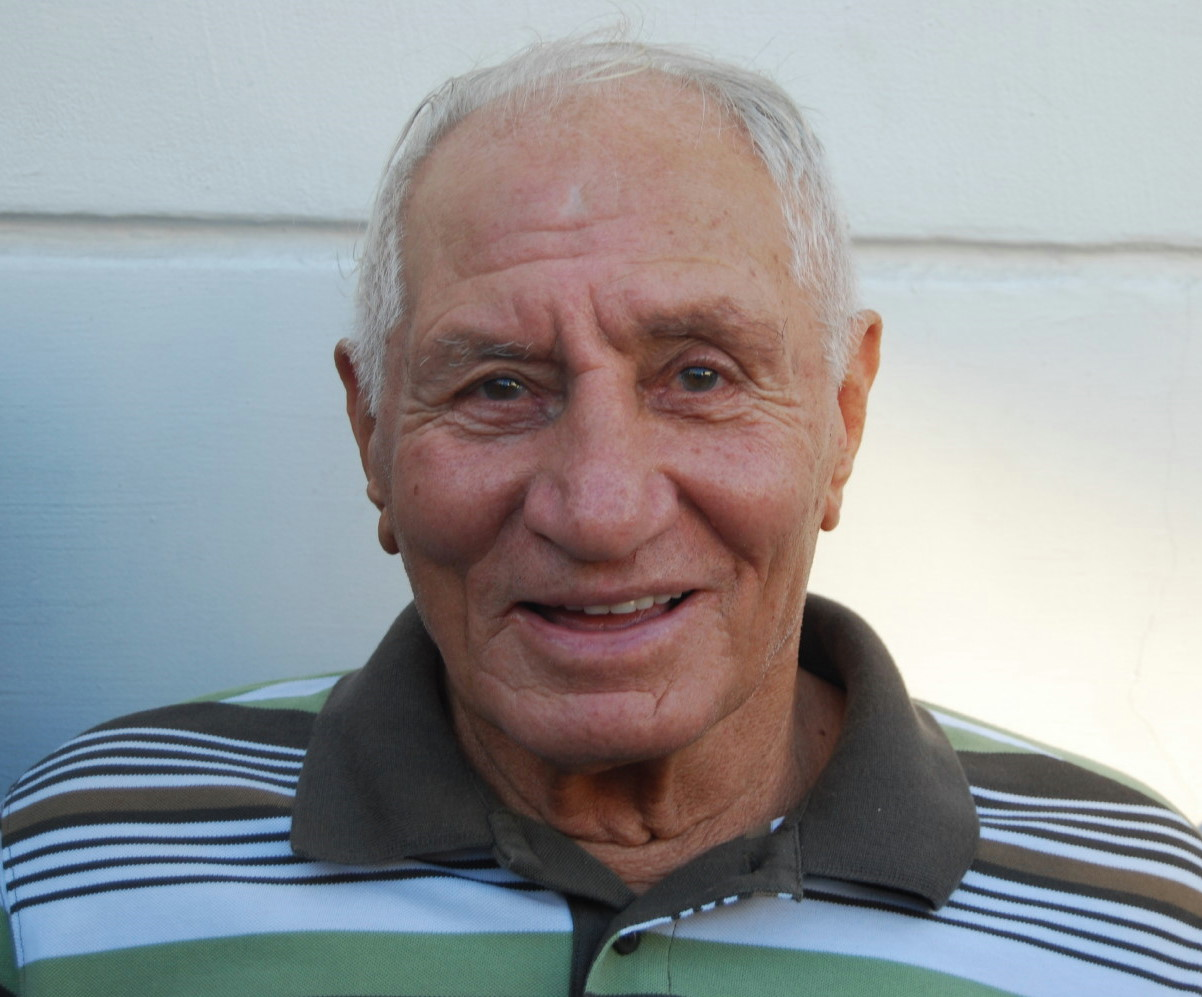
Lefter Küçükandonyadis
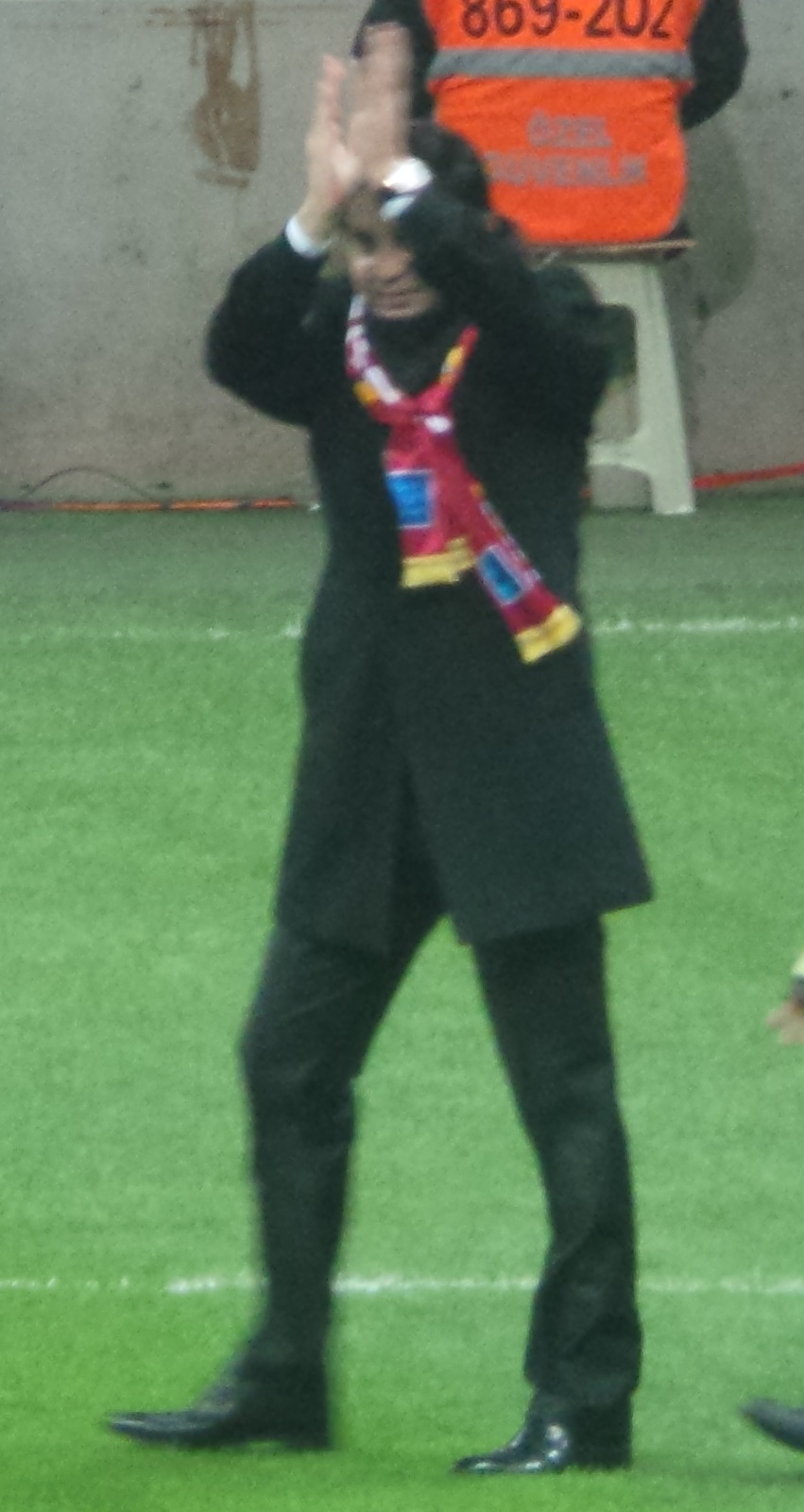
Suat Kaya
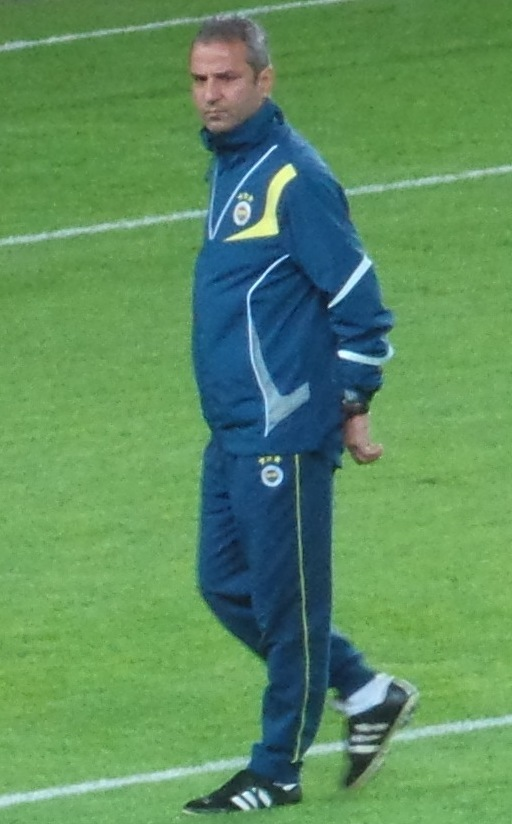
İsmail Kartal
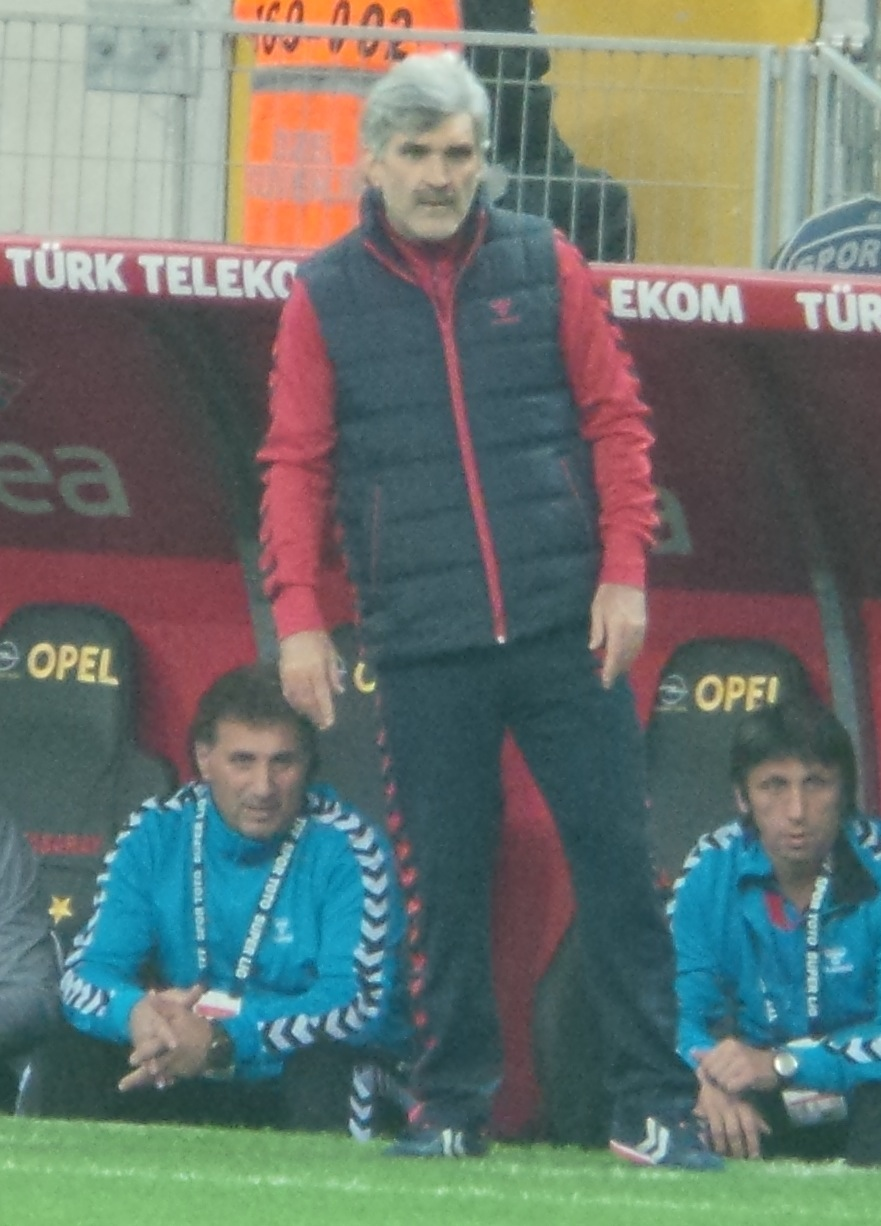
Uğur Tütüneker
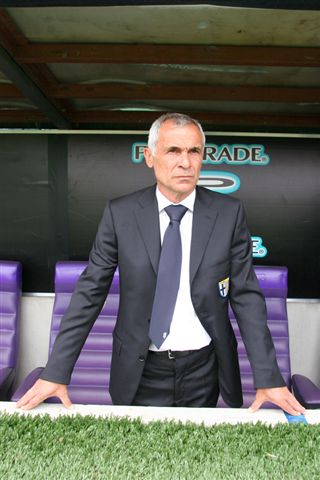
Héctor Cúper

## Präsidenten (Auswahl)
- Nedim Türkmen
- Yaşar Pamuk

## Zuschauer und Fankultur

### Die Fans von Orduspor
Die Fanklubs des Vereins nennen sich FİDANGÖR, 52 Genç taraftarlar, MorMenekşeler, Mor&Beyaz1967 und Çatlaklar.

### Fanfreundschaften und -rivalität
Es besteht eine Freundschaft zu Karşıyaka SK in Izmir, wie auch zu den Vereinen in den Nachbarstädten Samsunspor und Çaykur Rizespor.
Spiele zwischen Orduspor und Eskişehirspor, als auch gegen Giresunspor haben hingegen eine besondere Brisanz.